# Another Day in Paradise (filme)
Another Day in Paradise (prt: Um Dia  no Paraíso) é um filme estado-unidense, realizado por Larry Clark, estreado em 1998.